# ديفيد هيس (سياسي أمريكي)
ديفيد هيس هو سياسي أمريكي، ولد في 21 يونيو 1942 في ألينتاون في الولايات المتحدة. نشط حزبياً في الحزب الجمهوري. وقد انتخب عضو مجلس نواب نيوهامبشير ‏.